# Guerre inca-caxamarca
Batailles
Embuscade de Cajamarca
La guerre inca-cajamarca oppose les Incas à la chefferie cajamarca, qui règne sur  Cajamarca. Ce conflit marque le début des hostilités entre les Incas et les Chimús, qui sont des alliés de la chefferie de Cajamarca. C’est la dernière guerre de conquête entreprise par Capac Yupanqui, lequel est exécuté sur les ordres de Pachacútec à son retour vers Cuzco.
Cette guerre met les Incas dans une situation extrêmement délicate. En conquérant cette nation ils entrent en conflit direct avec l’Empire chimú. En outre, la chefferie de Guzmango, alliée des Chimús, se situe dans la mouvance expansionniste des Chimús vers les hauts plateaux.

## Déroulement
Les Incas, à la poursuite du contingent Chancas de l’armée qui s’est enfui à la suite de la guerre Inca-Huanca, atteignent Cajamarca, où règne la chefferie de Cajamarca, dont la capitale et sous-chefferie principale est la ville de Guzmango. À l’arrivée des armées incas, le souverain de Guzmango, appelé Concacax par les sources locales, et Guzmango Capac par les chroniqueurs coloniaux traditionnels, sollicite l'aide de son allié Minchansaman, empereur des Chimús,,.
Pendant quatre mois les Incas envahissent les territoires guzmangos. Finalement, Capac Yupanqui parvient à vaincre les forces ennemies, qui tombent dans une embuscade. L’empereur chimú réussit à fuir, mais son allié, le seigneur Guzmango, est capturé. Après sa victoire, Capac Yupanqui établit une garnison dans la ville. Le souverain capturé est ramené à Cuzco où il meurt en prison.

## Conséquences
La conséquence la plus importante de ce conflit est le déclenchement de la guerre Chimú-Inca. De plus, cette conquête met les Incas dans une situation politique extrêmement dangereuse, la garnison de Cajamarca étant séparée d’environ mille kilomètres de Cuzco. Cependant, l'historien nord-américain John Howland Rowe estime que cette campagne se réduit à un raid, les territoires au-delà de Chinchaycocha n'étant pas consolidés. Le fils de Concacax, Chuptongo, qui lui succède à la tête de l'entité, est éduqué à Cuzco.
Cajamarca étant au-delà des frontières assignées par Pachacutec, ce conflit contribue par la suite à l’exécution de Capac Yupanqui, pourtant un brillant général. 